# Catalunya Esportiva
Catalunya esportiva: revista d'informació i propaganda deportiva va ser una revista catalana especialitzada en esports. La revista va tenir una publicació setmanal i va veure llum durant el període d'un any (1928-1929) com a successió de la revista Penades Deportiu.

## Naixement
La revista neix com a evolució de Penades Deportiu, elevant el seu nivell d'incidència d'un àmbit comarcal a un que inclogués tota Catalunya. D'aquesta manera, el 2 de març de 1928 va sortir a la venda la primera edició de la nova revista catalana d'esports.
El projecte veu la llum com una continuació de Penades Deportiu amb l'afany d'abastar un territori més bast d'influència. "La tasca assenyalada per Catalunya esportiva és la de fomentar l'esport i donar compte dels actes al voltant de la nostra regió", resa l'editorial fundacional de la revista.

## Història
Catalunya esportiva va tenir un curt període de vida. La revista va tenir publicacions setmanals al llarg de 1928, des del seu naixement al març, i fins al seu tancament l'abril de 1929. En total la seva audiència va gaudir d'un total de 59 publicacions amb un clar afany de donar-li més veu a l'esport de l'Alt Penedès i de la regió. La revista combinava l'ús del català i en castellà, encara que en un inici l'idioma català predominava. És a partir d'agost de 1928 quan comencen a barrejar totes dues llengües.
Les seves publicacions seguien un esquema clar i dinàmic: després de la portada seguia una pàgina dedicada a la publicitat, factor clau per a la supervivència de la revista. Després de la publicitat inicial continuava ja la informació, encara que sense una estructuració fixa. L'ordre de les informacions es col·locava en funció de la importància dels esdeveniments esportius que haguessin tingut lloc els dies previs.
Des de motor, fins a futbol, passant per aviació, atletisme, natació... Catalunya esportiva tractava per igual les diferents seccions de l'esport que cobrien. Feien honor a la seva proclama fundacional on confessaven la seva aspiració de tractar per igual als diferents esports que tinguessin el seu desenvolupament a Catalunya.